# 維什努·瓦爾丹·古德·潘賈拉
維什努·瓦爾丹·古德·潘賈拉（英語：Vishnu Vardhan Goud Panjala，2001年2月11日—），印度男子羽毛球運動員，他是印度在2022年湯姆斯盃奪冠的隊伍成員之一。

## 簡歷
2021年3月，維什努·瓦爾丹·古德·潘賈拉／克利什那·普拉薩德·加拉加在奧爾良大師賽男子雙打決賽對陣英格蘭的本·萊恩／肖恩·文迪，最終以1比2（21-19、14-21、19-21）告負。10月，兩人在印度國際挑戰賽擊敗同樣來自印度的阿倫·喬治／桑亞姆·舒克拉後奪冠。另外，他們還在丹麥大師賽、蘇格蘭公開賽兩項國際挑戰賽闖入四強。
2022年1月，維什努／克利什那在賽義德·莫迪國際賽第二次闖入世界巡迴賽男雙決賽，最終以18－21、15－21負於馬來西亞的万纬聪／鄭凱文。5月，兩人作為印度隊一員，參加於曼谷舉行的湯姆斯盃，並皆以第二雙打出賽；他們在小組賽面對加拿大時，以21－15、21－11擊敗董星宇／矢倉尼爾，助印度以5比0取勝並取得淘汰賽席位；他們在淘汰賽八強對陣馬來西亞、四強面對丹麥時被安排出賽，雖都不敵對手，印度仍破隊史紀錄晉級決賽；最終印度在決賽以3比0擊敗印尼，參賽73年以來首次捧盃。

## 主要比賽成績
只列出曾進入準決賽的國際賽事成績：
| 年份   | 賽事                           | 公開賽級別 | 項目     | 搭檔                      | 成績   |
| ------ | ------------------------------ | ---------- | -------- | ------------------------- | ------ |
| 2021年 | 奧爾良羽毛球大師賽             | 超級100賽  | 男子雙打 | 克利什那·普拉萨德·加拉加  | 亞軍   |
| 2021年 | 丹麥羽毛球大師賽               | 國際挑戰賽 | 男子雙打 | 克利什那·普拉萨德·加拉加  | 準決賽 |
| 2021年 | 印度羽毛球國際挑戰賽           | 國際挑戰賽 | 男子雙打 | 克利什那·普拉萨德·加拉加  | 冠軍   |
| 2021年 | 蘇格蘭羽毛球公開賽             | 國際挑戰賽 | 男子雙打 | 克利什那·普拉萨德·加拉加  | 準決賽 |
| 2022年 | 賽義德·莫迪羽毛球國際賽        | 超級300賽  | 男子雙打 | 克利什那·普拉萨德·加拉加  | 亞軍   |
| 2022年 | 湯姆斯盃                       | 其他       | 男子團體 | －                        | 冠軍   |
| 2022年 | 馬哈拉施特拉邦羽毛球國際挑戰賽 | 國際挑戰賽 | 男子雙打 | 克利什那·普拉萨德·加拉加  | 準決賽 |
| 2022年 | 恰蒂斯加爾邦羽毛球國際挑戰賽   | 國際挑戰賽 | 男子雙打 | 克利什那·普拉萨德·加拉加  | 亞軍   |
| 2022年 | 印度羽毛球國際挑戰賽           | 國際挑戰賽 | 男子雙打 | 克利什那·普拉萨德·加拉加  | 準決賽 |
| 2022年 | 巴林羽毛球國際挑戰賽           | 國際挑戰賽 | 男子雙打 | 克利什那·普拉萨德·加拉加  | 準決賽 |
| 2023年 | 亞洲羽毛球混合團体錦標賽       | 其他       | 混合團体 | －                        | 季軍   |
| 2023年 | 聖但尼羽毛球公開賽             | 國際挑戰賽 | 男子雙打 | 克利什那·普拉萨德·加拉加  | 冠軍   |
| 2024年 | 拉各斯羽毛球國際經典賽         | 國際挑戰賽 | 男子雙打 | Pruthvi Krishnamurthy Roy | 冠軍   |
| 2024年 | 印度羽毛球國際挑戰賽           | 國際挑戰賽 | 男子雙打 | 阿琼·M·R                  | 亞軍   |
| 2025年 | 伊朗羽毛球國際挑戰賽           | 國際挑戰賽 | 男子雙打 | 阿琼·M·R                  | 冠軍   |
| 2025年 | 聖但尼羽毛球公開賽             | 國際挑戰賽 | 男子雙打 | 阿琼·M·R                  | 準決賽 |

| 2007-2017年 | 首要超級賽 | 超級賽 | 黃金大獎賽 | 大獎賽 | 國際挑戰賽 | 國際系列賽 | 未來系列賽 | 其他 |

| 2018-2026年 | 總決賽 | 超級1000賽 | 超級750賽 | 超級500賽 | 超級300賽 | 超級100賽 | 國際挑戰賽 | 國際系列賽 | 未來系列賽 | 其他 |

### 世界冠軍頭銜
普里揚舒·拉賈瓦特在羽毛球生涯中共奪得1項羽毛球世界冠軍頭銜。
| 賽事     | 奪冠次數 | 年份               |
| -------- | -------- | ------------------ |
| 湯姆斯盃 | 1        | 2022年（男子團體） |
| 總計     | 1        |                    |

### 奧運會和世錦賽參賽紀錄
|          | 搭檔   | 2022 |
| -------- | ------ | ---- |
| 男子雙打 | 加拉加 | 64強 |

## 外部連結
- 維什努·瓦爾丹·古德·潘賈拉在世界羽球聯盟的登錄資料